# 제분소

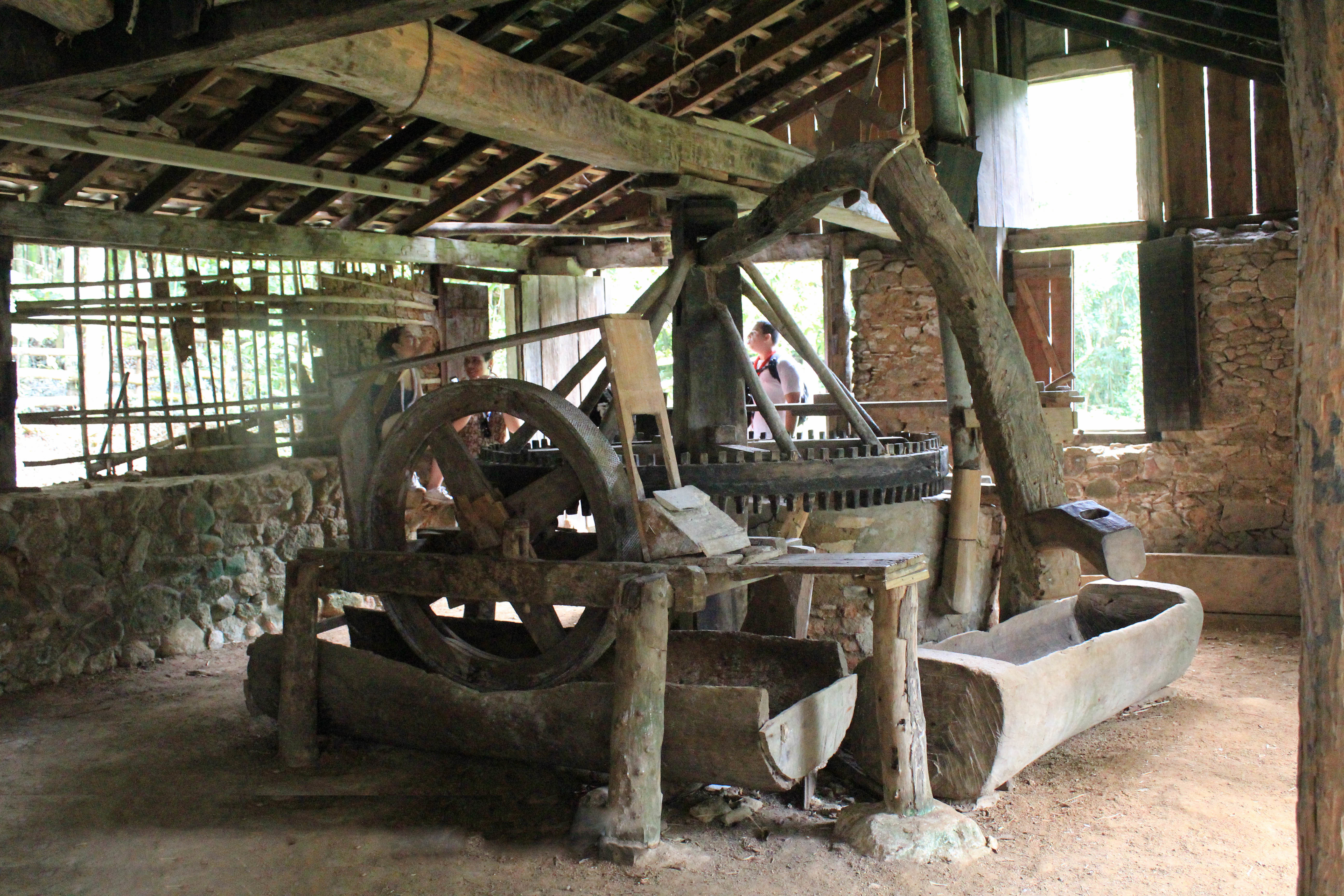

제분소(製粉所, grist mill)는 곡물을 갈아내서 곡분으로 만들어내는 제조소다. 인간이 자연상태의 곡물을 그냥 소화할 수 없기 때문에, 문명 이래로 가장 먼저 만들어진 제조소다. 산업혁명으로 동력이 발전하기 전에는 수력(수차)이나 풍력(풍차)를 제분소의 동력으로 사용했다.